# HD44293
HD44293 — хімічно пекулярна зоря спектрального класу A0, що має видиму зоряну величину в смузі V приблизно  7,7.
Вона  розташована на відстані близько 712,1 світлових років від Сонця.

## Пекулярний хімічний вміст
Зоряна атмосфера HD44293 має підвищений вміст 
Cr
.